# Kanak Jha
Kanak Jha (n. 19 iunie 2000, Milpitas⁠(d), California, SUA) este un jucător de tenis de masă ce a reprezentat Statele Unite ale Americii, medaliat olimpic. A participat la 2 ediții ale Jocurilor Olimpice (2016, 2020) în care a câștigat o medalie de bronz.